# Roissy-en-France
Roissy-en-France és un municipi francès, situat al departament de Val-d'Oise i a la regió d'Illa de França. L'any 2007 tenia 2.537 habitants.
Forma part del cantó de Villiers-le-Bel, del districte de Sarcelles i de la Comunitat d'aglomeració Roissy Pays de France.

## Demografia

### Població
El 2007 la població de fet de Roissy-en-France era de 2.537 persones. Hi havia 1.010 famílies, de les quals 344 eren unipersonals (168 homes vivint sols i 176 dones vivint soles), 205 parelles sense fills, 361 parelles amb fills i 100 famílies monoparentals amb fills.
La població ha evolucionat segons el següent gràfic:
Habitants censats

### Habitatges
El 2007 hi havia 1.198 habitatges, 1.035 eren l'habitatge principal de la família, 66 eren segones residències i 97 estaven desocupats. 464 eren cases i 728 eren apartaments. Dels 1.035 habitatges principals, 425 estaven ocupats pels seus propietaris, 526 estaven llogats i ocupats pels llogaters i 84 estaven cedits a títol gratuït; 92 tenien una cambra, 217 en tenien dues, 214 en tenien tres, 237 en tenien quatre i 275 en tenien cinc o més. 859 habitatges disposaven pel capbaix d'una plaça de pàrquing. A 576 habitatges hi havia un automòbil i a 342 n'hi havia dos o més.

### Piràmide de població
La piràmide de població per edats i sexe el 2009 era:
| Homes | Edats   | Dones |
| ----- | ------- | ----- |
| 0     | 95 o +  | 0     |
| 0     | 90 a 94 | 8     |
| 0     | 85 a 89 | 0     |
| 4     | 80 a 84 | 12    |
| 20    | 75 a 79 | 24    |
| 12    | 70 a 74 | 16    |
| 16    | 65 a 69 | 36    |
| 28    | 60 a 64 | 24    |
| 28    | 55 a 59 | 24    |
| 84    | 50 a 54 | 56    |
| 112   | 45 a 49 | 96    |
| 100   | 40 a 44 | 160   |
| 96    | 35 a 39 | 100   |
| 92    | 30 a 34 | 76    |
| 120   | 25 a 29 | 125   |
| 88    | 20 a 24 | 104   |
| 96    | 15 a 19 | 160   |
| 132   | 10 a 14 | 88    |
| 116   | 5 a 9   | 56    |
| 60    | 0 a 4   | 52    |

## Economia
El 2007 la població en edat de treballar era de 1.902 persones, 1.557 eren actives i 345 eren inactives. De les 1.557 persones actives 1.444 estaven ocupades (784 homes i 660 dones) i 112 estaven aturades (49 homes i 63 dones). De les 345 persones inactives 75 estaven jubilades, 164 estaven estudiant i 106 estaven classificades com a «altres inactius».

### Ingressos
El 2009 a Roissy-en-France hi havia 976 unitats fiscals que integraven 2.417,5 persones, la mediana anual d'ingressos fiscals per persona era de 22.281 €.

### Activitats econòmiques
Dels 722 establiments que hi havia el 2007, 4 eren d'empreses extractives, 3 d'empreses alimentàries, 4 d'empreses de fabricació de material elèctric, 2 d'empreses de fabricació d'elements pel transport, 20 d'empreses de fabricació d'altres productes industrials, 28 d'empreses de construcció, 144 d'empreses de comerç i reparació d'automòbils, 204 d'empreses de transport, 65 d'empreses d'hostatgeria i restauració, 14 d'empreses d'informació i comunicació, 40 d'empreses financeres, 28 d'empreses immobiliàries, 130 d'empreses de serveis, 13 d'entitats de l'administració pública i 23 d'empreses classificades com a «altres activitats de serveis».
Dels 85 establiments de servei als particulars que hi havia el 2009, 1 era una oficina del servei públic d'ocupació, 1 gendarmeria, 1 oficina de correu, 4 oficines bancàries, 4 tallers de reparació d'automòbils i de material agrícola, 2 tallers d'inspecció tècnica de vehicles, 11 establiments de lloguer de cotxes, 5 paletes, 5 guixaires pintors, 3 fusteries, 4 lampisteries, 5 electricistes, 4 empreses de construcció, 2 perruqueries, 9 agències de treball temporal, 22 restaurants i 2 agències immobiliàries.
Dels 29 establiments comercials que hi havia el 2009, 2 eren botigues de més de 120 m², 1 una botiga de més de 120 m², 2 fleques, 11 llibreries, 4 botigues de roba, 1 una botiga de roba, 2 sabateries, 1 una sabateria, 1 una botiga d'electrodomèstics, 1 una botiga de material esportiu, 1 una botiga de material de revestiment de parets i terra i 2 floristeries.
L'any 2000 a Roissy-en-France hi havia 4 explotacions agrícoles.

## Equipaments sanitaris i escolars
El 2009 hi havia 4 centres de salut i 2 farmàcies.
El 2009 hi havia 1 escola maternal i 1 escola elemental.

## Poblacions més properes
El següent diagrama mostra les poblacions més properes.